# Desa Tumiyang (administrativ by i Indonesien, lat -7,34, long 109,12)
Desa Tumiyang är en administrativ by i Indonesien.   Den ligger i provinsen Jawa Tengah, i den västra delen av landet, 280 km öster om huvudstaden Jakarta.